# Elisabeth Naurath
Elisabeth Naurath (* 1965) ist eine deutsche evangelische Theologin und Religionspädagogin. Sie war von 2008 bis 2013 Professorin für Praktische Theologie/Religionspädagogik an der Universität Osnabrück und ist seit 2013 Professorin für Evangelische Theologie mit Schwerpunkt Religionspädagogik und Didaktik des Religionsunterrichts der Universität Augsburg. Seit März 2021 ist sie  zudem Vorsitzende von Religions for Peace (RfP) Deutschland.

## Leben und Wirken
Nach dem Abitur im bayrischen Kaufbeuren studierte Naurath von 1984 bis 1992 Evangelische Theologie an den Universitäten München, Göttingen und Heidelberg und schloss das Studium mit dem Ersten Theologischen Examen vor der Evangelisch-Lutherischen Kirche in Bayern ab. Von 1992 bis 2003 war sie zunächst Wissenschaftliche Mitarbeiterin, von 1999 an Wissenschaftliche Assistentin am Lehrstuhl Evangelische Theologie mit Schwerpunkt Religionspädagogik und Didaktik des Religionsunterrichts der Universität Augsburg. Neben ihrer beruflichen Tätigkeit engagierte sich Naurath von 1993 bis 1996 in der ehrenamtlichen Krankenhausseelsorge am Zentralklinikum Augsburg und absolvierte sowohl eine Klinische Seelsorgeausbildung als auch eine Ausbildung zur Bibliodrama-Leitung. 1999 wurde Naurath mit einer Arbeit zum Thema Seelsorge als Leibsorge. Perspektiven einer leiborientierten Krankenhausseelsorge promoviert; die Dissertation wurde mit dem Universitätspreis Augsburg ausgezeichnet.
Mithilfe eines DFG-Stipendiums von 2003 bis 2005 verfasste Naurath ihre Habilitationsschrift zum Thema Mit Gefühl gegen Gewalt. Mitgefühl als Schlüssel ethischer Bildung in der Religionspädagogik, die im November 2006 zur Erteilung der Lehrbefugnis führte. Im Jahr 2008 wurde die Habilitationsschrift durch den Rat der Evangelischen Kirche in Deutschland mit dem Hanna-Jursch-Preis ausgezeichnet. Es folgte ein Vikariat und das Zweite Theologische Examen vor der Evangelischen Kirche der Kirchenprovinz Sachsen. Im Mai 2008 wurde sie zur Pfarrerin im Ehrenamt der Evangelisch-Lutherischen Kirche in Bayern ordiniert.
Nach einer Lehrstuhlvertretung an der Universität Osnabrück im Wintersemester 2007/2008 wurde sie ebendort im März 2008 Professorin (W 2, ab März 2012 W 3) für Praktische Theologie und Religionspädagogik. Sie wurde sogleich gemeinsam mit Martina Blasberg-Kuhnke Vorsitzende der Interdisziplinären Forschungsstelle Werte-Bildung der Universität Osnabrück. Einen Ruf auf eine Professur an der Universität Bamberg lehnte Naurath im Oktober 2011 ab. Stattdessen folgte sie im September 2013 dem Ruf auf die Professur (W 3) für Evangelische Theologie mit Schwerpunkt Religionspädagogik und Didaktik des Religionsunterrichts der Universität Augsburg, wo sie das Friedenspädagogische Zentrum für interreligiöse Bildung gründete. Ferner ist sie seit 2004 Mitglied im neu gegründeten Zentrum für LehrerInnenbildung und interdisziplinäre Bildungsforschung.
Nauraths Hauptforschungsgebiete liegen in den Bereichen Friedenspädagogik, interreligiöse Bildung, der theologischen Bildungstheorie, der Kinder- und Jugendtheologie, der religiösen Sozialisations- und Genderforschung, der Wertebildung und des ethischen Lernens sowie in der Theorie von Seelsorge und Schulseelsorge.
Neben ihrer akademischen Tätigkeit wirkt Naurath auch in kirchlichen Gremien der EKD mit. Von 2008 bis 2015 war sie Mitglied der für die Lehramtsstudiengänge zuständigen Fachkommission II der Gemischten Kommission für die Reform des Theologiestudiums, von 2012 bis 2015 zugleich deren Vorsitzende. Im Jahr 2010 wurde sie zudem in die Kammer der EKD für Bildung und Erziehung, Kinder und Jugend berufen, der sie bis 2015 angehörte. Seit 2016 ist sie Vorsitzende der Jury des Hanna-Jursch-Preises der EKD.
Seit März 2021 ist sie Vorsitzende der Non-Profit-Organisation Religions for Peace (RfP) Deutschland. Neu im Amt kündigte sie an, das Friedenspotenzial der Religionen und des interreligiösen Dialogs für die Gesellschaft sichtbar zu machen und sich für eine gerechtere Gesellschaft einzusetzen. Sie folgt dabei dem Motto der RfP-Weltkonferenz in Lindau von 2019 ‚Caring for our Common Future‘.

## Veröffentlichungen (Auswahl)
Monographien
- Seelsorge als Leibsorge. Perspektiven einer leiborientierten Krankenhausseelsorge, (zugl. Dissertation, Universität Augsburg 1999; Reihe: Praktische Theologie heute; Bd. 47), Kohlhammer, Stuttgart/Berlin/Köln 2000, ISBN 978-3-17-016264-8.
- mit Godwin Lämmermann und Uta Pohl-Patalong: Arbeitsbuch Religionspädagogik. Ein Begleitbuch für Studium und Praxis, Gütersloh 2005, ISBN 978-3-579-05425-4.
- Mit Gefühl gegen Gewalt. Mitgefühl als Schlüssel ethischer Bildung in der Religionspädagogik, Neukirchen-Vluyn 2007, 3. Aufl. 2010, ISBN 978-3-7887-2218-0.

Herausgeberschaften
- mit Uta Pohl-Patalong: Bibliodrama. Theorie – Praxis – Reflexion, Kohlhammer, Stuttgart 2002, ISBN 978-3-17-017180-0.
- mit Uta Pohl-Patalong: Neuere Entwicklungen in der Religionspsychologie, Themenheft der Zeitschrift Praktische Theologie, Jg. 46, 2011.
- mit Martina Blasberg-Kuhnke, Eva Gläser, Reinhold Mokrosch und Susanne Müller-Using: Wie sich Werte bilden: fachübergreifende und fachspezifische Werte-Bildung. (Reihe: Werte-Bildung interdisziplinär; Bd. 1), V&R, Göttingen 2013, ISBN 978-3-8471-0130-7.
- mit Georg Langenhorst: Kindertora – Kinderbibel – Kinderkoran: Neue Chancen für (inter-)religiöses Lernen, Verlag Herder, Freiburg im Breisgau 2017, ISBN 978-3-451-37660-3.
- mit Konstantin Lindner, Mirjam Schambeck und Henrik Simojoki: Zukunftsfähiger Religionsunterricht. Konfessionell – kooperativ – kontextuell, Verlag Herder, Freiburg im Breisgau 2017, ISBN 978-3-451-37802-7.

Herausgeberschaften von Reihen
- mit Astrid Dinter, Lothar Kuld und Hilary Mooney: Ökumenische Religionspädagogik, Lit Verlag, Münster et al. 2009ff.
- mit Stefan Altmeyer, Helga Kohler-Spiegel, Bernd Schröder, Friedrich Schweitzer und Rudolf Englert: Jahrbuch der Religionspädagogik, Neukirchen-Vluyn [seit Jg. 26, 2010].
- mit Martina Blasberg-Kuhnke, Eva Gläser, Reinhold Mokrosch und Susanne Müller-Using: Werte-Bildung interdisziplinär, V&R, Göttingen 2013ff.